# Nicola Palmisano
Don Nicola Palmisano, S.D.B (Taurisano, 9 novembre 1940 – Roma, 20 gennaio 1993), è stato un presbitero, educatore, attivista e filosofo italiano.
Detto anche Lino e il "Don Milani del Sud", fu impegnato in attività per il riscatto di giovani in disagio sociale ed esponente del movimento filosofico realismo dinamico.

## Biografia

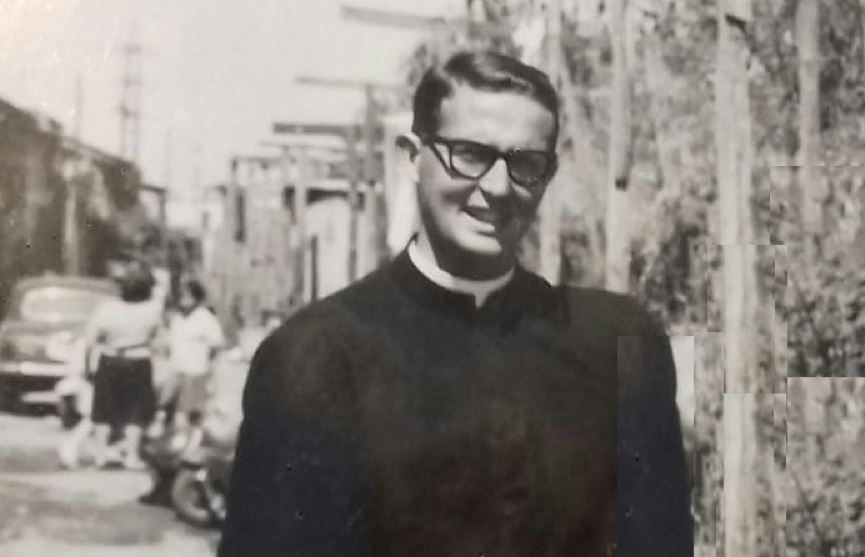
Don Nicola Palmisano (Taurisano 1940 – Roma 1993) compì azione pastorale e diede assistenza materiale ai baraccati del Fosso di Sant'Agnese di Roma negli anni '60.

Nacque a Taurisano nel 1940 da Pietro, carabiniere di Locorotondo e da Italia Velardi, originaria di Brindisi. Negli ambienti famigliari era soprannominato "Lino". La famiglia si trasferì nel 1941 a Cisternino dove Nicola Palmisano frequentò le scuole fino al ginnasio. Dopo il conseguimento della maturità classica, nell'estate del 1959 entrò a far parte dei salesiani come novizio. Nel 1960 a Portici pronunciò la prima professione religiosa. Operò nelle comunità di Taranto e Cisternino. Studiò filosofia e teologia presso il Pontificio Ateneo Salesiano a Roma. Qui si adoperò per la pastorale e l'assistenza materiale tra i baraccati del Fosso di Sant'Agnese. Venne ordinato sacerdote a Santeramo in Colle nel 1968.
Iniziò la sua attività di educatore e animatore religioso e sociale nell'Oratorio "Don Bosco" di Taranto che mobilitò per intervenire presso i poveri e bisognosi. Prese domicilio presso le baracche "Zaccheo" per restare vicino ai giovani più svantaggiati ed emarginati che costituivano l'interesse della sua missione.
Dal 1973 fu destinato a Foggia presso la parrocchia del Sacro Cuore del quartiere Candelaro a quel tempo considerato problematico. Visse con i confratelli don Michele Mongiello, don Michele De Paolis, don Gerardo Russo in una piccola stanza destinando la canonica al ricovero di persone in stato di necessità.
Nel 1976, alle prime notizie del disastroso terremoto nel Friuli, don Nicola, don Michele ed alcuni giovani della parrocchia partirono subito per Tarcento, località Borgo Erba ove prestarono assistenza alla popolazione.
Nel 1978 assieme ai confratelli fondò la "Comunità sulla strada di Emmaus" a partire da una casa cantoniera diroccata, concessa dalla Provincia di Foggia. Emmaus si dedicava alla accoglienza di esclusi e sbandati di ogni provenienza tra cui tossicodipendenti ed ex carcerati. La comunità operò in attività educative, riabilitative ed agricole.
Don Nicola Palmisano realizzò scuole serali per combattere l'analfabetismo di ritorno, percorsi di formazione e laboratori artigiani per l'avvio al lavoro di giovani. Intervenne frequentemente nel dibattito pubblico per denunciare e proporre rimedi educativi sui temi della emarginazione, della tossicodipendenza, della violenza.

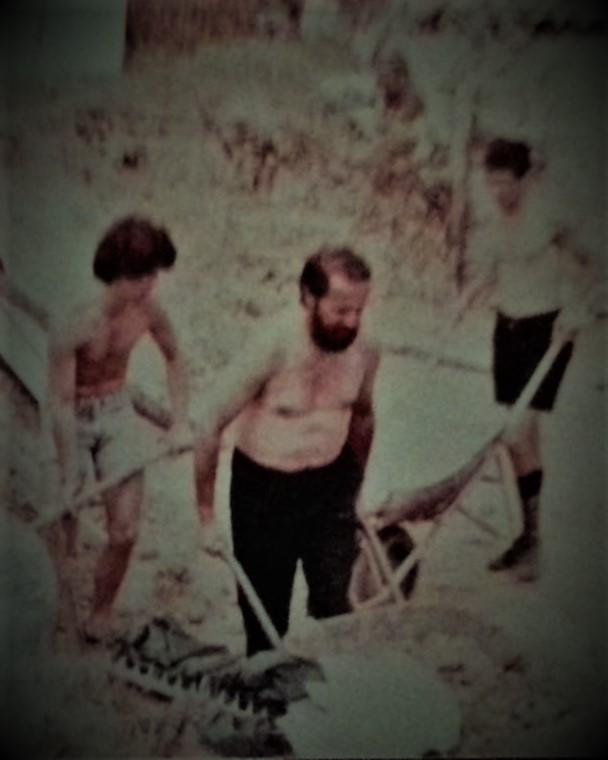
Don Nicola Palmisano al lavoro per la ricostruzione dopo il terremoto a Santomenna in provincia di Salerno nell'estate 1981.

Il 24 novembre 1980, giorno successivo al terremoto dell'Irpinia, forte dell'esperienza fatta in Friuli nel 1976, trascorso il tempo materiale perché venisse approntata una colonna di volontari, mezzi, e beni di soccorso, partì dalla parrocchia Sacro Cuore e dalla Comunità Emmaus di Foggia per Santomenna, uno dei comuni più colpiti dal sisma, in cui vi furono 65 vittime e la distruzione della maggior parte delle abitazioni. Don Nicola si trattenne oltre 10 mesi alloggiando in una tenda per prestare conforto spirituale e materiale ai sopravvissuti e contribuire alla ricostruzione dei luoghi.
Quando nel 1983 gli abitanti di Tarcento, soccorsi in occasione del terremoto del Friuli del 1976 poterono entrare nelle nuove case antisismiche, i prefabbricati dove avevano vissuto per anni furono regalati in segno di gratitudine alla "Comunità sulla strada di Emmaus". Con quei prefabbricati fu eretto all'interno della comunità un nuovo villaggio che poté ospitare un centinaio di persone. Fu inoltre scavato un pozzo che consentì di irrigare una decina di ettari a frutticoltura e orticultura consentendo alla comunità di autofinanziarsi attraverso la vendita sul mercato dei propri prodotti.
Nel 1986 a seguito della pubblicazione del suo libro Anche il fragno fiorisce. Don Francesco Convertini missionario salesiano si avviò il percorso di canonizzazione di padre Francesco Convertini, attualmente dichiarato venerabile.
Nel 1987 fu nominato direttore dell'Opera Don Bosco di Napoli, una struttura dedicata alla rieducazione umana e sociale di ragazzi affidati dal Tribunale dei Minori e dai servizi ed istituzioni cittadine. A Napoli con don Bruno Gambardella fu fondatore del Telefono Azzurro Centro aiuto al minore di Napoli, un centro di ascolto ed intervento per il disagio sociale e minorile. Più volte presentò appelli a sostegno dei progetti per il riscatto dei giovani assistiti nel corso della trasmissione Rai Unomattina.
Nel 1990, a seguito del deteriorarsi del suo stato di salute, fu destinato ad un incarico meno gravoso e divenne direttore dell'Istituto Salesiano di Santeramo in Colle. Anche qui divenne grande animatore degli ambienti giovanili sociali e culturali per la promozione di un diverso modello sociale, diventando presidente del Movimento Ideoprassico Dinontorganico e della associazione Nuova Costruttività.
Morì al policlinico Gemelli di Roma dove era stato ricoverato per un infarto polmonare il 20 gennaio 1993.

## Pensiero e azione

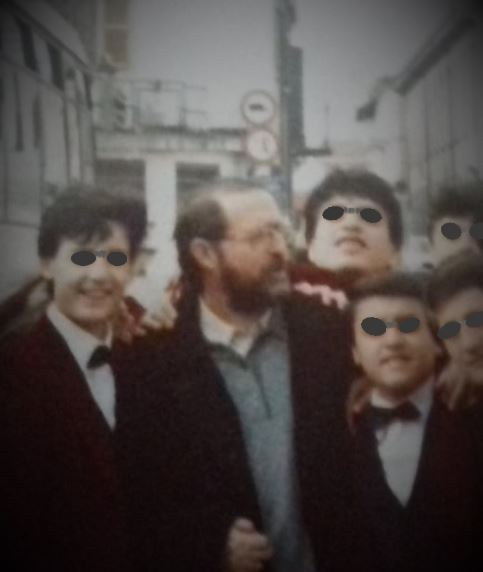
Don Nicola Palmisano in trasferta con un gruppo musicale di giovani salesiani alla fine degli anni '80.

Nicola Palmisano si ispirò nel suo agire da educatore a don Bosco a Paulo Freire e a don Lorenzo Milani tanto da ricevere l'appellativo di "don Milani del Sud".  Tra il 1981 ed il 1993 scrisse quattro opere che raccolgono il suo pensare ed agire pedagogico. Ricorse anche ad iniziative forti e a volte provocatorie, come portare le "lavagne in chiesa" o partecipare personalmente con striscioni a manifestazioni. Per la sua dedizione agli ultimi ed ai bisognosi piuttosto che alle attività canoniche convenzionali da " sacerdote di sacrestia" fu accomunato impropriamente al pensiero marxista. Al contrario fu fautore di un diverso tipo di sviluppo, il realismo dinamico di fondamento teospiritualista, anticomunista e anticapitalista. Riconobbe e criticò marxismo e capitalismo, entrambe dottrine ateo-materialiste ed anticristiane. Il realismo dinamico è sovrapponibile come modello sociale al comunitarismo di cui furono teorici ed attuatori anche gli imprenditori Adriano Olivetti e Giacomino Costa. Condivise la visione teologica, metafisica, sociale e della realtà storica con il filosofo Tommaso Demaria di cui fu allievo. Sviluppò il realismo dinamico incarnandolo nelle sue azioni di educatore e di "sacerdote di strada" descrivendone teoria e pratica nella sua opera postuma "Quanto resta della notte". La sua esperienza nel recupero delle persone "scarto" della società lo portò alla consapevolezza che lo sforzo era vanificato dai nuovi danni continui e peggiori che l'errato tipo di sviluppo andava generando. L'azione, secondo Palmisano, andava spostata sul cambiamento del modello sociale ed economico e quindi prima ancora sulla cultura che lo genera. Da queste considerazioni nacque negli ultimi anni di Nicola Palmisano l'impegno per lo sviluppo del realismo dinamico e per la diffusione della sua conoscenza.

## Opere
- Un cammino di semplicità: Don Bosco e il sistema preventivo riletti alla luce delle problematiche d'oggi, Rivoli, Elledici, 1981. ISBN 88-01-10753-6
- Tra i giovani con coraggio. Don Bosco e l'emarginazione giovanile, Elledici, Roma, 1984. ISBN 88-01-07061-6
- Anche il fragno fiorisce. Don Francesco Convertini missionario salesiano, Fasano, Grafischena, 1986 ISBN 8875142157
- Nella scuola con lo stile di Don Bosco, Roma, Elledici, 1988. ISBN 88-01-07093-4
- Comunione, comunità e accoglienza, Roma, Elledici, 1993
- Scritti di e su don Nicola Palmisano, monografico a cura della Cassa Rurale ed Artigiana di Locorotondo ,Fasano, Grafischena, 1993
- Quanto resta della notte? Analisi e sintesi del Medioevo novecentesco all'alba del Duemila, prefazione di Gaetano Bellorio, presentazione di Sabino Palumbieri, Roma, LAS,1994. ISBN 88-213-0280-6

## Riconoscimenti

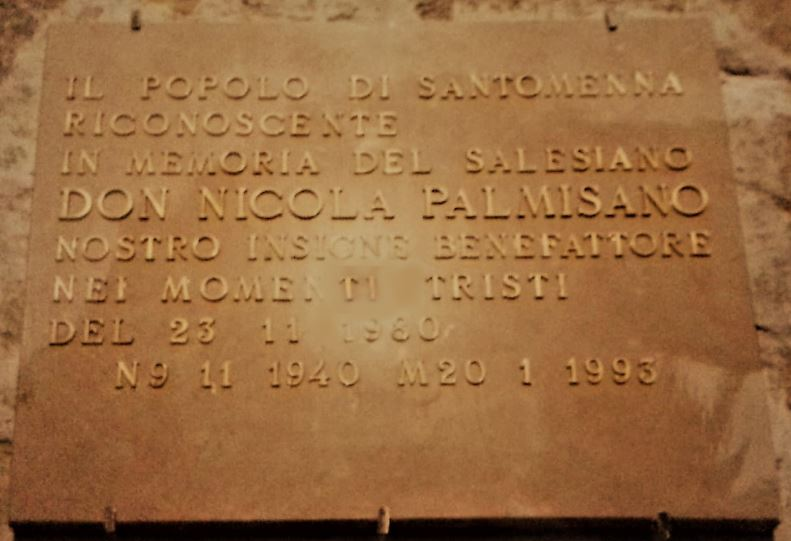
Targa commemorativa di don Nicola Palmisano (Taurisano 1940 – Roma 1993) apposta in occasione della dedicazione di un centro sportivo a Santomenna in provincia di Salerno.

- Intitolazione del Centro Sportivo "Don Nicola Palmisano" dal comune di Santomenna
- Intitolazione del Centro Sociale Polivalente per Anziani "Nicola Palmisano"[33] dalla Città di Foggia[34]
- Dedicazione della via "Don Lino Palmisano"[35] dal comune di Locorotondo
- Dedicazione della sala "Don Lino Palmisano"[36] in Villa Mitolo[37] dal comune di Locorotondo
- Dedicazione della via "Don Nicola Palmisano"[38] in Contrada Marinnelli dal comune di Cisternino
- Memorial Annuale "Don Nicola Palmisano"[39] a Santeramo in Colle